# Nata Babushkina
Nata Babushkina (en ruso: Надежда Васильевна Бабушкина, tr.: Nadezhda Vasilievna Babushkina); Kostromá, URSS , 14 de marzo de 1915 – URSS, 27 de junio de 1936) fue una paracaidista, pionera en el salto de caída libre de la URSS.

## Biografía
Nació en la ciudad de Kostromá, Rusia, el 14 de marzo de 1915, siendo la mayor de tres hermanos. Al fallecer su padre prematuramente, tuvo que ayudar a su madre en la economía doméstica.
Durante los primeros años de la década de 1930 entró a formar parte de los Komsomol locales, comenzando sus estudios en el Instituto Central de Educación Física en 1932.
Era una persona que practicaba numerosos deportes, de carácter impetuoso y ávida de buscar nuevos límites.

## Trayectoria paracaidística
Su primer contacto con el paracaidismo fue en el verano de 1934, en el Aeroclub Central de Moscú. 
Formó parte del grupo de “Las seis magníficas”, que establecerían varios récords mundiales de altitud de salto sin empleo de oxígeno, saltando desde una altitud de 7035 metros, hazaña por la que fue condecorada con la Orden de la Estrella Roja. A partir de esa fecha, su nombre fue conocido en toda la URSS y sus hazañas inspiraron a miles de muchachas para unirse a los paraclubs locales.
Formó parte en el viaje de la Delegación de Aviación Soviética a Rumanía. Allí participaron en la Fiesta de Aviación en Bucarest en octubre de 1935, despertando entre el público asistente gran curiosidad. Los integrantes eran, saltadores: Balashov, Loginov, Storozhenko y Stepanov; saltadoras: Kutalova, Ivanova, Babushkina, Malinovskaya y Berlín. 
Babushkina quería vincular su vida con la aviación, por lo que realizó los exámenes de acceso a la Academia Aérea Militar de Zhukovsky, aprobando el test y obteniendo una plaza en la misma; desafortunadamente, no pudo cumplir su sueño.

## El último salto
El 24 de junio de 1936, Nata realizó un salto de exhibición de caída libre en la zona de Yoshkar-Olá, durante la celebración del 15º Aniversario de la República Autónoma de Mari-El, saltando con Tamara Pyasetskaya desde 4000 m; durante el salto entró en barrena, pudiendo salir de ella y abrir el paracaídas, pero a una altura muy baja, unos 40 m, según relataría en persona en el hospital. La llegada a tierra le produjo múltiples lesiones y falleció a las 72 horas, después de dos operaciones para intentar salvarla.

## Repercusiones del accidente
Tras la trágica pérdida de las famosas paracaidistas Tamara Ivanova y Lyuba Berlin, escasos tres meses antes, el Gobierno de la URSS había convocado un concurso a nivel nacional para otorgar un premio a quien fuese capaz de fabricar un Dispositivo de Apertura Automática de paracaídas.
La muerte de Nata fue sentida en toda la URSS y el gobierno ordenó acelerar el proceso para encontrar una solución factible a la apertura automática del sistema de paracaídas.

## Legado y recuerdo
En Yoshkar-Olá, el jardín frente al hospital, donde Babushkina fue ingresada y murió posteriormente, recibió su nombre en su honor y posee un busto de la afamada saltadora.
En Kostromá hay una calle que lleva su nombre.
El asteroide (1086) Nata, con un diámetro de 70 km, descubierto por Serguei Beliavsky, recibió el nombre en su honor.